# Castle of Fiddes
Castle of Fiddes ist ein Tower House aus dem 16. Jahrhundert. Es liegt etwa sechs Kilometer südwestlich von Stonehaven in der schottischen Council Area Aberdeenshire.

## Beschreibung
Auf einem Fenstersturz findet man das Baujahr 1592; an der Ostmauer findet sich die Jahreszahl 1673, vermutlich das Jahr der Renovierung. Der Wohnturm gehörte der Familie Arbuthnott, die ihn später, Ende des 17. Jahrhunderts, an die Familie Thomson von Arduthie verkaufte. Um 1930 wurde der Turm modernisiert und ist weiterhin bewohnt. Historic Scotland hat Castle of Fiddes als historisches Bauwerk der Kategorie A gelistet.
Der vierstöckige Turm hat eine unübliche Variante des L-förmigen Grundrisses mit einer großen Wendeltreppe und etlichen hervorstehenden Tourellen, die von Konsolen gestützt werden.